# サービスロボット
サービスロボット（英: Service robot）とは汎用的な産業用ロボット以外のロボットを指す。従って一般に「サービスロボット分野」などといった場合、業務用や家庭用、娯楽用のものを含めた広義のサービス全般を含む。
産業用ロボットの役割が、製造業における「人の代替」であるのに対し、サービスロボットは「日常生活支援」である。

## 分類
ロボット技術や製品の研究開発や社会実装の進展により厳密な分類は難しく、特許庁の分類、総務省の分類などがある。このうち総務省の分類に従えば、レスキューロボットの様な特殊環境用ロボットは「無人システム」となり、サービスロボットとは別になる（役割も生活支援から作業代行へ変る）が、ここでは併記する。

なおここに示したのは「用途別による分類」（応用技術）であり、ほかにも例えば「ヒューマノイド」や「AIアシスタント」、「検索ロボット」などを含めた「構造による分類」（要素技術）もある。
- 家庭用ロボット
  - 調理ロボット
  - 留守番ロボット
  - 子守ロボット
- 清掃ロボット  無人で床を掃除するロボット。ワックスがけ機能があるロボットもある。富士重工業と住友商事が2001年に実用化に成功した「ロボット清掃システム」や、フィグラ社が2009年に製品化したエフロボクリーンなどがある。ルンバなどの家庭用ロボット掃除機もある。
- エンタテインメントロボット
- 接客ロボット  人の形をして人工知能で会話をするものから、タッチパネルのコンピューターを搭載したものにロボットと名づけている製品もある。
- 警備ロボット  ビルなどの施設や設備を巡回して警備するロボット。
- 配膳ロボット
- 宅配ロボット（デリバリーロボット）  ラストワンマイルの配達サービスを提供するロボット。
- 介護ロボット
自宅や介護施設での移乗支援、移動支援、排泄支援、見守り・コミュニケーションなど、日常生活の支援や介護者の負担軽減を目的としたサービスロボットである[注釈 4]。
  - 盲導犬ロボット
  - 車いすロボット  センサーやナビ機能、人工知能などが搭載された車いす。
- パワードスーツ
- 建設ロボット
  - 壁面作業ロボット
壁面を登って窓や壁の掃除や補修をする。
- 農業用ロボット
  - 畜産用ロボット、酪農用ロボット（搾乳ロボットなど）
- 医療用ロボット  手術支援（例、da Vinci サージカルシステム）、リハビリテーション支援（例、HAL）、調剤ロボットなど、医療機関での治療や診断をサポートするロボットである[注釈 4]。
- 特殊環境用ロボット
  - 軍事用ロボット
  - 探査ロボット
  - 宇宙ロボット
  - レスキューロボット  災害時に人命救助などを行うロボットである。「クインス」などがある。
  - メンテナンスロボット  高所やガスタンク内、配管内などの狭小空間その他危険を伴う場所における各種設備や機械装置、インフラ設備の保守点検を人に代わって行うロボットである。点検ロボット、補修ロボット、閉鎖環境点検ドローン、管渠検査ロボットなどがある。
  - 廃棄物処理ロボット